# Dudi Sela
Dudi Sela, all'anagrafe David (in ebraico דודי סלע‎?; Kiryat Shmona, 4 aprile 1985) è un ex tennista israeliano.
Ha raggiunto il suo più alto ranking in singolare il 20 luglio 2009, con la 29ª posizione, mentre in doppio ha raggiunto il 122º posto il 22 febbraio 2010.

## Statistiche

### Singolare

#### Finali perse (2)
| Legenda                        |
| Grande Slam (0)                |
| ATP World Tour Finals (0)      |
| ATP World Tour Master 1000 (0) |
| ATP World Tour 500 Series (0)  |
| ATP World Tour 250 Series (2)  |

| Numero | Data              | Torneo                | Superficie | Avversario in finale | Punteggio        |
| 1.     | 28 settembre 2008 | China Open, Pechino   | Cemento    | Andy Roddick         | 4–6, 7–6(6), 3–6 |
| 2.     | 27 luglio 2014    | Atlanta Open, Atlanta | Cemento    | John Isner           | 3-6, 4-6         |

### Doppio

#### Vittorie (1)
| Legenda                        |
| Grande Slam (0)                |
| ATP World Tour Finals (0)      |
| ATP World Tour Master 1000 (0) |
| ATP World Tour 500 Series (0)  |
| ATP World Tour 250 Series (1)  |

| Numero | Data           | Torneo                  | Superficie  | Compagno       | Avversari in finale              | Punteggio        |
| 1.     | 1º maggio 2016 | Istanbul Open, Istanbul | Terra rossa | Flavio Cipolla | Andrés Molteni Diego Schwartzman | 6–3, 5–7, [10–7] |

### Tornei minori

#### Singolare

##### Vittorie (30)
| Legenda tornei minori |
| Challenger (23)       |
| Futures (7)           |

| Numero | Data              | Torneo                              | Superficie | Avversario in finale    | Punteggio        |
| 1.     | 29 marzo 2003     | Australia F1, Burnie                | Cemento    | Paul Baccanello         | 4–3 rit.         |
| 2.     | 14 luglio 2003    | Togliatti Challenger, Tol'jatti     | Cemento    | Juan Pablo Brzezicki    | 6–2, 6–4         |
| 3.     | 26 febbraio 2005  | Australia F2, Gosford               | Cemento    | Sadik Kadir             | 6–1, 6–1         |
| 4.     | 25 luglio 2005    | Lexington Challenger, Lexington     | Cemento    | Bobby Reynolds          | 6–3, 3–6, 6–4    |
| 5.     | 1º agosto 2005    | Vancouver Open, Vancouver           | Cemento    | Paul Baccanello         | 6–2, 6–3         |
| 6.     | 16 settembre 2006 | USA F22, Claremont                  | Cemento    | Sascha Kloer            | 5–1 rit          |
| 7.     | 23 settembre 2006 | USA F23, Costa Mesa                 | Cemento    | Robert Yim              | 7–5, 6–4         |
| 8.     | 28 ottobre 2006   | USA F27, Baton Rouge                | Cemento    | Izak Van der Merwe      | 5–7, 6–4, 6–3    |
| 9.     | 18 novembre 2006  | USA F28, Waikoloa                   | Cemento    | Lesley Joseph           | 6–1, 6–4         |
| 10.    | 25 novembre 2006  | USA F29, Honolulu                   | Cemento    | Fritz Wolmarans         | 6–3, 6–3         |
| 11.    | 16 luglio 2007    | Togliatti Challenger, Tol'jatti     | Cemento    | Mikhail Ledovskikh      | 7–6(4), 6–3      |
| 12.    | 22 ottobre 2007   | Seoul Cup, Seul                     | Cemento    | Konstantinos Economidis | 6–4, 6–4         |
| 13.    | 19 novembre 2007  | Keio Challenger, Yokohama           | Cemento    | Takao Suzuki            | 6(5)–7, 6–4, 6–2 |
| 14.    | 28 luglio 2008    | Vancouver Open, Vancouver           | Cemento    | Kevin Kim               | 6–3, 6–0         |
| 15.    | 2 maggio 2010     | Aegean Tennis Cup, Rodi             | Cemento    | Rainer Schüttler        | 7–6(3), 6–3      |
| 16.    | 9 agosto 2010     | Vancouver Open, Vancouver           | Cemento    | Ričardas Berankis       | 7–5, 6–2         |
| 17.    | 15 maggio 2011    | Busan Open Challenger, Pusan        | Cemento    | Tatsuma Itō             | 6–2, 6(5)–7, 6–3 |
| 18.    | 21 maggio 2011    | Fergana Challenger, Fergana         | Cemento    | Greg Jones              | 6–2, 6–1         |
| 19.    | 11 giugno 2011    | Nottingham Challenge, Nottingham    | Erba       | Jérémy Chardy           | 6–4, 3–6, 7–5    |
| 20.    | 2 settembre 2012  | Bangkok Challenger, Bangkok         | Cemento    | Yūichi Sugita           | 6–1, 7–5         |
| 21.    | 19 maggio 2013    | Busan Open Challenger, Pusan        | Cemento    | Alex Bogomolov Jr.      | 6–1, 6–4         |
| 22.    | 28 luglio 2013    | President's Cup, Astana             | Cemento    | Michail Kukuškin        | 5–7, 6–2, 7–6(6) |
| 23.    | 13 ottobre 2013   | Tashkent Challenger, Tashkent       | Cemento    | Tejmuraz Gabašvili      | 6–1, 6–2         |
| 24.    | 12 aprile 2015    | Batman Cup, Batman                  | Cemento    | Blaž Kavčič             | 6(5)–7, 6–3, 6–3 |
| 25.    | 23 Agosto 2015    | Vancouver Open, Vancouver           | Cemento    | John-Patrick Smith      | 6–4, 7–5         |
| 26.    | 1 novembre 2015   | China International Suzhou, Suzhou  | Cemento    | Matija Pecotić          | 6–1, 1–0 rit.    |
| 27.    | 27 marzo 2016     | Pingshan Open, Shenzhen             | Cemento    | Wu Di                   | 6–4, 6–3         |
| 28.    | 15 gennaio 2017   | Canberra Challenger, Canberra       | Cemento    | Jan-Lennard Struff      | 3–6, 6–4, 6–3    |
| 29.    | 18 giugno 2017    | Nottingham Open, Nottingham         | Erba       | Thomas Fabbiano         | 4–6, 6–4, 6–3    |
| 30.    | 9 giugno 2019     | Little Rock Challenger, Little Rock | Cemento    | Lee Duck-hee            | 6–1, 4–3 rit.    |

##### Finali perse (12)
| Legenda tornei minori |
| Challenger (11)       |
| Futures (1)           |

| Nº  | Data              | Torneo                                       | Superficie  | Avversario in finale     | Punteggio          |
| 1.  | 24 maggio 2003    | Italy F8, Verona                             | Terra rossa | Tomas Tenconi            | 6–4, 0–6, 2–6      |
| 2.  | 2 luglio 2007     | Open Ciudad de Pozoblanco, Pozoblanco        | Cemento     | Adrián Menéndez Maceiras | 4–6, 6–0, 5–7      |
| 3.  | 12 novembre 2008  | Kaohsiung Challenger, Kaohsiung              | Cemento     | Lu Yen-hsun              | 3–6, 3–6           |
| 4.  | 20 novembre 2011  | ATP Challenger Tour Finals, San Paolo        | Cemento     | Cedrik-Marcel Stebe      | 2–6, 4–6           |
| 5.  | 14 luglio 2013    | Istanbul Challenger Cup, Istanbul            | Cemento     | Benjamin Becker          | 1–6, 6–2, 2–3 rit. |
| 6.  | 16 novembre 2014  | Tali Open, Helsinki                          | Cemento (i) | Jürgen Zopp              | 4–6, 7–5, 6(6)–7   |
| 7.  | 10 gennaio 2016   | Onkaparinga Challenger, Città di Onkaparinga | Cemento     | Taylor Fritz             | 6(7)–7, 2–6        |
| 8.  | 7 maggio 2016     | Karshi Challenger, Karshi                    | Cemento     | Marko Tepavac            | 6–2, 3–6, 6(4)–7   |
| 9.  | 18 settembre 2016 | Istanbul Challenger, Istanbul                | Cemento     | Malek Jaziri             | 6–1, 1–6, 0–6      |
| 10. | 17 febbraio 2019  | Bangkok Challenger, Bangkok                  | Cemento     | Henri Laaksonen          | 2–6, 4–6           |
| 11. | 19 maggio 2019    | Gwangju Open, Gwangju                        | Cemento     | Jason Jung               | 4–6, 2–6           |
| 12. | 8 settembre 2019  | Cassis Open Provence, Cassis                 | Cemento     | Jo-Wilfried Tsonga       | 1–6, 0–6           |